# Rivière Déception (rivière aux Rats)
Pour les articles homonymes, voir Déception (homonymie).
La rivière Déception est un affluent de la rivière aux Rats, traversant le territoire non organisé de Rivière-Mistassini, dans la municipalité régionale de comté (MRC) de Maria-Chapdelaine, dans la région administrative du Saguenay–Lac-Saint-Jean, dans la Province de Québec, au Canada. La rivière Déception traverse le territoire de la Zec de la Rivière-aux-Rats.
La foresterie constitue la principale activité économique du secteur ; les activités récréotouristiques, en second.
La partie inférieure de la vallée de la rivière Déception est surtout desservie par la route forestière R0286 laquelle remonte la vallée de la petite rivière aux Rats. Diverses routes forestières secondaires desservent le secteur, surtout pour les besoins de la foresterie et des activités récréotouristiques,,.
La surface de la rivière Déception est habituellement gelée de la fin novembre au début avril, toutefois la circulation sécuritaire sur la glace se fait généralement de la mi-décembre à la fin mars.

## Géographie
Les bassins versants voisins de la rivière Déception sont :
- côté nord : Petit lac Jourdain, rivière aux Rats ;
- côté est : rivière aux Rats, rivière Mistassibi, lac au Foin, crique Brûlé ;
- côté sud : lac Ulysse, ruisseau Ulysse, rivière Catherine, rivière Nepton, rivière de la Perdrix Blanche, rivière aux Rats, lac aux Rats ;
- côté ouest : rivière Samaqua, lac de la Perdrix Blanche, rivière de la Perdrix Blanche, rivière Mistassini, rivière Ouasiemsca.

La rivière Déception prend sa source à l'embouchure d’un lac de la Déception (longueur : 1,0 km ; altitude : 414 m). Cette embouchure est située sur la rive Sud du lac, soit à :
- 2,5 km au sud-ouest d’une route forestière ;
- 3,2 km à l’est du cours de la petite rivière aux Rats ;
- 7,3 km à l’ouest du cours de la rivière aux Rats ;
- 7,8 km au sud-ouest du Petit lac Jourdain ;
- 13,3 km à l’est du cours de la rivière Samaqua ;
- 9,0 km au nord-ouest de la confluence de la rivière Déception et de la rivière aux Rats.

À partir de sa source, la rivière Déception descend sur 9,6 km entièrement en zones forestières, avec un dénivelé de m, selon les segments suivants :
- 0,5 km vers le nord en recueillant la décharge (venant du nord-ouest) de quelques lacs et ruisseaux, jusqu’à un coude de rivière correspondant à la décharge (venant du nord) d’un ruisseau ;
- 3,0 km vers le sud-est en traversant plusieurs séries de rapides et en recueillant un ruisseau (venant du sud-ouest), jusqu’à la décharge (venant du nord) d’un ruisseau ;
- 1,9 km vers le sud-est en traversant deux séries de rapides, jusqu’à la décharge (venant de l’est) de deux lacs ;
- 1,8 km vers le sud-est en passant entre deux montagnes et en recueillant la décharge (venant du nord) d’un lac non identifié, jusqu’à un coude de rivière ;
- 2,4 km vers l’est en traversant trois séries de rapides, jusqu'à son embouchure[3].

La confluence de la rivière Déception et de la rivière aux Rats est située dans un coude de rivière à :
- 5,4 km au nord-est de la route forestière R0286 ;
- 7,0 km au sud du Petit lac Jourdain ;
- 15,8 km au sud du Grand lac Jourdain ;
- 16,7 km au nord-est d’une courbe du cours de la rivière Samaqua ;
- 17,3 km au nord-ouest du lac Clair ;
- 17,4 km au sud-ouest d’une courbe du cours de la rivière Mistassibi ;
- 19,1 km au nord du lac de la Perdrix Blanche ;
- 20,6 km au nord-ouest du Dépôt-des-Loutres ;
- 29,0 km au nord-est du cours de la rivière Mistassini ;
- 87,0 km au nord-ouest de la confluence de la rivière aux Rats et de la rivière Mistassini ;
- 106 km au nord-ouest de la confluence de la rivière Mistassini et du lac Saint-Jean.

À partir de l’embouchure de la rivière Déception, le courant descend successivement le cours de la rivière aux Rats sur 130,4 km vers le sud, puis de la rivière Mistassini vers l’est, puis au sud-ouest, sur 24,6 km. À l’embouchure de cette dernière, le courant traverse le lac Saint-Jean sur 42,7 km vers l’est, puis emprunte le cours de la rivière Saguenay vers l’est sur 155 km jusqu'à la hauteur de Tadoussac où il conflue avec le fleuve Saint-Laurent.

## Toponymie
Le toponyme « rivière Déception » a été officialisé le 5 juillet 1970 à la Banque des noms de lieux de la Commission de toponymie du Québec